# Telchinia pseudepaea
Telchinia pseudepaea is een vlinder uit de familie van de Nymphalidae. De wetenschappelijke naam van de soort is voor het eerst voorgesteld, Acraea pseudepaea, door Gerald Cecil Dudgeon in een publicatie uit 1909.

## Verspreiding
De soort komt voor in de bossen van Guinee, Noord-Liberia, West-Ivoorkust, Zuid-Ghana en West-Nigeria.

## Ondersoorten
- Telchinia pseudepaea pseudepaea (Dudgeon, 1909) (Zuid-Ghana, West-Nigeria)
- Telchinia pseudepaea ziama (Belcastro, Boireau & Safian, 2020) (Guinee, Noord-Liberia, West-Ivoorkust)
  - = Acraea pseudepaea ziama Belcastro, Boieau & Safian, 2020